# Coronil (apellido)
Coronil es un apellido cuya mayor localización se encuentra en torno la zona del Campo de Gibraltar en España y en Latinoamérica. Parece ser que proviene de la localidad de El Coronil (Sevilla, España).
Algunas personas apellidadas Coronil:
- Fray Doroteo Coronil.[1] Misionero del siglo XIX
- Lya Imber de Coronil[2][3][4] (Abefia (Rusia) 08/03/1914 - Caracas (Venezuela) 13/09/1981), primera mujer graduada como médico en Venezuela (1936) y fundadora de la Liga Venezolana de Higiene Mental.
- Nena Coronil. Bailarina venezolana. Fundadora de la Escuela Nacional de Ballet de Venezuela.
- Fernando Coronil.[5][6] Antropólogo, profesor en la Universidad de Míchigan.
- Manuel "Tío" Coronil.[7] Último ermitaño laico del Monasterio de San José del Cuervo (Benalup-Casas Viejas)